# Andrée Champagne
Pour les articles homonymes, voir Champagne.
Andrée Champagne, née le 17 juillet 1939 à Saint-Hyacinthe et morte le 6 juin 2020 dans la même ville, est une actrice et femme politique canadienne.

## Biographie
Andrée Champagne est née juste un peu avant la Seconde Guerre mondiale le 17 juillet 1939 à Saint-Hyacinthe au Québec, fille de Georges-Albert Champagne, gérant de rayon dans un magasin local, et de Simone Lamothe, institutrice. De l'âge de 6 à 15 ans, elle s'implique activement dans le mouvement des Scouts et Guides de sa ville. Elle obtient un diplôme en lettres, de l'Institut Notre-Dame-de-Lorette de Saint-Hyacinthe, et un brevet d'enseignement en piano.

### Carrière

#### Actrice
Andrée Champagne n’a que 17 ans lorsqu’elle se présente à Radio-Canada afin de décrocher un petit rôle dans la toute nouvelle série télévisée, Les Belles Histoires des pays d'en haut. Elle obtient le rôle principal féminin, celui de la belle et douce Donalda, contrepoint et souffre-douleur de Séraphin Poudrier. Dès lors, Andrée Champagne forme avec Jean-Pierre Masson le couple mythique par excellence de l’histoire de la télévision québécoise, de 1956 à 1970. Menue, blonde, les grands yeux bleus limpides, Donalda attira une telle sympathie auprès des téléspectateurs qu’Andrée Champagne recevait, par les courriers de Radio-Canada, des couvertures et de la nourriture, tant son rôle de femme soumise et privée de tout marquait toute une génération d’auditeurs qui avaient alors grand mal à faire la différence entre le réel et la fiction. En 1975, elle apparaît aussi dans un épisode de la série télévisée française Jo Gaillard, La Femme d'affaires, tourné au Canada.

#### Autres affectations
Également chanteuse, Andrée Champagne participe à diverses émissions de radio et de télévision : elle est aussi l’hôtesse des cérémonies d’ouverture de l’Expo 67 et anime pendant toute la durée de Terre des Hommes, l’émission Visite à l’Expo à la télévision de Radio-Canada. Elle a aussi été annonceur, en anglais, des cérémonies d'ouverture et de clôture des Jeux olympiques de 1976.

#### Administratrice
Tout en poursuivant sa carrière de comédienne dans les années 1970, Andrée Champagne ouvre une agence de distribution artistique et sera vice-présidente puis secrétaire générale de l’Union des artistes de 1981 à 1984. Elle a notamment fondé en 1983 la première maison de retraite pour artistes au pays, le Chez-nous des artistes.

#### Députée et ministre
Puis Andrée Champagne se lance en politique et est élue députée de la circonscription de Saint-Hyacinthe—Bagot pour le Parti progressiste-conservateur lors de l'élection fédérale de 1984 et siège à la Chambre des communes jusqu'à l'élection de 1993, année où elle est battue comme la plupart des autres candidats conservateurs (en fait, seulement deux candidats sont réélus, les libéraux de Jean Chrétien balayant ainsi totalement de la carte les conservateurs de Kim Campbell). Durant ses mandats successifs, elle occupe le poste de ministre d’État à la Jeunesse pendant l’Année internationale de la jeunesse en 1985 et est vice-présidente de la Chambre des communes de 1990 à 1993.

#### Encore actrice
Par la suite, Andrée Champagne fait un retour à la télévision, dans des petits rôles cependant comme dans Scoop, Juliette Pomerleau, Omertà et autres. Elle prête aussi sa voix à plusieurs personnages dans des films, des vidéos et même des jeux vidéo, et ce en français comme en anglais. Andrée Champagne joue aussi au cinéma dans la foulée de la popularité obtenue grâce à son personnage de Donalda, mais jamais elle ne parvient alors à la faire oublier.

#### Sénatrice
Le 2 août 2005, le Premier ministre Paul Martin la nomme au Sénat du Canada, où elle siège sous la bannière du Parti conservateur du Canada elle représente la division sénatoriale de Grandville.

### Mort
Andrée Champagne meurt le 6 juin 2020 de complications pulmonaires,,.

### Vie privée
Andrée Champagne a épousé l'ancien joueur de hockey Walter « Wally » Clune (1930-1998) des Canadiens de Montréal, dont elle eut deux enfants : Patrick (1962-), cinéaste, et Liliane (1963-), comédienne. Andrée Champagne est devenue la conjointe du pianiste André-Sébastien Savoie (frère du baryton Robert Savoie).

## Filmographie
- 1956 - 1970 : Les Belles Histoires des pays d'en haut (série télévisée)[9] : Donalda Laloge-Poudrier[10]
- 1970 - 1978 : Les Berger (série télévisée)[11] : Héléna Carrier (quelques épisodes)[12]
- 1977 - 1978 : Les As (série télévisée)[13] : Carmen Forcier[12]
- 1978 - 1984 : Terre humaine (série télévisée)[14] : Éliane Boudrias[12]
- 1994 - 1995 : Scoop (série télévisée)[15] : Maude[12]

## Ouvrages
- Andrée Champagne, Champagne pour tout le monde, Montréal, Les Éditions internationales Stanké, 1995, 347 p. (ISBN 978-2-7604-0501-1)
- Andrée Champagne, Je reviens de loin… [autobiographie], Montréal, Éditions La Semaine, novembre 2008, 288 p. (ISBN 978-2-923501-78-9 et 2-9235-0178-0)[16]

## Distinctions
- 1991 :  Commandeur de l'ordre de la Pléiade[2]
- 2008 : Médaille de l'Assemblée nationale[17]
- 2018 :  Membre de l'Ordre du Canada, dont les insignes sont remis par la gouverneure général du Canada Julie Payette[18]